# Yngvild Aspeli
Yngvild Aspeli, née le 10 février 1983 à Hamar (Norvège), est une marionnettiste, comédienne et metteure en scène norvégienne.
Formée en France à l’École internationale de théâtre Jacques Lecoq de 2003 à 2005 puis à l'École nationale supérieure des arts de la marionnette de Charleville-Mézières dont elle sort diplômée en 2008, elle fonde la compagnie Plexus Polaire dont elle devient directrice artistique. En 2021, elle est nommée directrice du Nordland Visual Theatre, situé à Stamsund dans l'archipel norvégien des îles Lofoten.

## Biographie
Yngvild Aspeli est née le 10 février 1983 à Hamar ; elle est petite-fille de marin. Scolarisée au lycée de Stange, elle y suit des cours de musique, de danse et de théâtre puis pendant un an suit une formation d'un an en couture et création de costumes à l'école folklorique de Sandefjord.
De 2003 à 2005, elle suit à Paris les cours de l'École internationale de théâtre Jacques Lecoq. Elle est diplômée de la 7e promotion de l'École nationale supérieure des arts de la marionnette de Charleville-Mézières (2005-2008) en compagnie de Toztli Abril De Dios • Yngvild Aspeli • Mila Baleva • Juliette Belliard • Polina Borisova • Perrine Cierco • Cécile Doutey • Jeanne Kieffer • Laetitia Labre • Sarah Lascar • Antonin Lebrun • Eline Léquyer • Yoann Pencolé • Luc-Vincent Perche • Laura Sillanpää • Pierre Tual. 
En 2011, elle fonde sa compagnie Plexus Polaire. À partir de 2012, elle collabore avec Philippe Genty qu'elle assiste pour son spectacle Ne m’oublie pas.
En 2020, son spectacle Moby Dick est sélectionné dans la programmation In du Festival d'Avignon mais le festival ne peut avoir lieu du fait de la pandémie de Covid-19. Il est donc reprogrammé en octobre de la même année dans le cadre de la Semaine d'art en Avignon.
En 2021, elle est nommée pour quatre ans directrice du Nordland Visual Theatre, lieu de création de Chambre noire (2017), Moby Dick (2020) et Dracula (2021).

## Style et réception critique
Yngvild Aspeli crée des spectacles où les marionnettes sont le plus souvent « à taille humaine, légèrement hyperréalistes », et manipulées à vue, constituant ainsi « un dispositif immersif ». Elle compose des spectacles qui assemblent à la fois marionnettes, théâtre visuel, arts plastiques et musique.
Plusieurs de ses pièces bénéficient d'une excellente réception critique. Son spectacle Chambre noire est ainsi présenté par le quotidien Le Monde : « Que dire de plus de ce spectacle, dont on pourrait décliner à l’envi les prouesses visuelles et techniques, toutes plus inventives (et réussies) les unes que les autres ». Moby Dick est qualifiée par Télérama d'une « mise en scène avec brio » du roman de Herman Melville ; Le Monde parle de Maison de poupées comme d'un « spectacle extrêmement fort », au jeu « virtuose et fascinant ».
En 2023, elle est présentée par Fabienne Darge (Le Monde) comme l'« une des figures du renouveau de l’art marionnettique », qui « a le chic pour créer des images chocs, qui ne s’oublient pas », 

## Théâtre
- 2011 : Signaux, Yngvild Aspeli, Compagnie Narcisse, coproduction Le Tas de Sable – Ches Panses Vertes
- 2013 : Opéra opaque, Yngvild Aspeli
- 2014 : Cendres, Yngvild Aspeli, Cie Philippe Genty, coproduction Figurteatret i Nordland ; Maison de la culture de Nevers et de la Nièvre ; Le Mouffetard – Théâtre des arts de la marionnette à Paris
- 2017 : Chambre noire, Yngvild Aspeli et Paola Rizza, Plexus Polaire, coproduction Figurteatret i Nordland ; TJP Centre dramatique national de Strasbourg ; Le Passage Scène conventionnée de Fécamp ; Maison de la Culture de Nevers et de la Nièvre ; Festival mondial des théâtres de marionnettes de Charleville-Mézières
- 2020 : Moby Dick, Yngvild Aspeli, Plexus Polaire, coproduction Figurteatret i Nordland ; TJP Centre dramatique national de Strasbourg ; Maison de la Culture de Nevers et de la Nièvre ; Festival mondial des théâtres de marionnettes de Charleville-Mézières ; Le Bateau Feu Scène nationale de Dunkerque ; Le Mouffetard Théâtre des arts de la Marionnette à Paris ; Les 2 Scènes Scène nationale de Besançon ; MA scène nationale - Pays de Montbéliard ; Le Sablier Centre national de la marionnette Ifs/Dives-sur-Mer ; Théâtre Jean Arp scène conventionnée de Clamart ; Groupe des 20 Théâtres en Ile-de-France ; Théâtre de marionnettes de Ljubljana ; Comédie de Caen Centre dramatique national ; Bords 2 scènes Vitry-le-François.
- 2021 : Dracula Lucy's Dream, Yngvild Aspeli, Plexus Polaire, coproduction Puppentheater Halle ; Théâtre Dijon-Bourgogne Centre dramatique national
- 2023 : Une maison de poupée, Yngvild Aspeli et Paola Rizza, Plexus Polaire